# Couëtron-au-Perche
Couëtron-au-Perche est une commune nouvelle française située dans le département de Loir-et-Cher en région Centre-Val de Loire. Elle a été créée le 1er janvier 2018.
Elle est issue du regroupement de cinq communes : Souday, Arville, Oigny, Saint-Agil  et Saint-Avit, qui sont devenues « communes déléguées ».
Son chef-lieu est fixé à Souday.

## Géographie

### Localisation et communes limitrophes
La commune de Couëtron-au-Perche se trouve au nord du département de Loir-et-Cher, dans la région naturelle du Perche,. À vol d'oiseau, elle se situe à 60,5 km  de Blois, préfecture du département, à 30,8 km de Vendôme, sous-préfecture, et à 18,1 km de Savigny-sur-Braye, chef-lieu du canton du Perche dont dépend la commune depuis 2015. La commune fait en outre partie du bassin de vie de Mondoubleau.
Les communes les plus proches sont : Saint-Agil (4,5 km), Oigny (5,2 km), Le Plessis-Dorin (5,8 km), Valennes (6,2 km) (72), Choue (6,3 km), Mondoubleau (6,5 km), Arville (6,7 km), Saint-Avit (7 km)  et Baillou (7,8 km).
| Melleray Sarthe                | Le Plessis-Dorin Chapelle-Guillaume | La Bazoche-Gouet Le Gault-du-Perche |
| Vibraye Sarthe Valennes Sarthe | Coëtron-au-Perche                   | La Fontenelle                       |
| Baillou                        | Choue                               | Boursay                             |

### Paysage et relief
Dans le cadre de la Convention européenne du paysage, adoptée le 20 octobre 2000 et entrée en vigueur en France le 1er juillet 2006, un atlas des paysages de Loir-et-Cher a été élaboré en 2010 par le CAUE de Loir-et-Cher, en collaboration avec la DIREN Centre (devenue DREAL en 2011), partenaire financier. Les paysages du département s'organisent ainsi en huit grands ensembles et 25 unités de paysage,. La commune fait partie de l'unité de paysage du Perche.
Le Perche Gouët présente des successions de vallons et de collines, dégageant des vues alternativement intimes et ouvertes et offrant de riches paysages, contrastant avec les autres paysages du département, marqués par de grandes étendues des plateaux et de larges vallées, et constituant ainsi une exception. Cette forme mouvementée des reliefs s'explique par la nature argileuse des sols dans lesquels les rivières et ruisseaux y ont facilement sculpté des vallons et vallées successives aux profils arrondis.
L'altitude du territoire communal varie de 106 mètres à 240 mètres,.

### Hydrographie

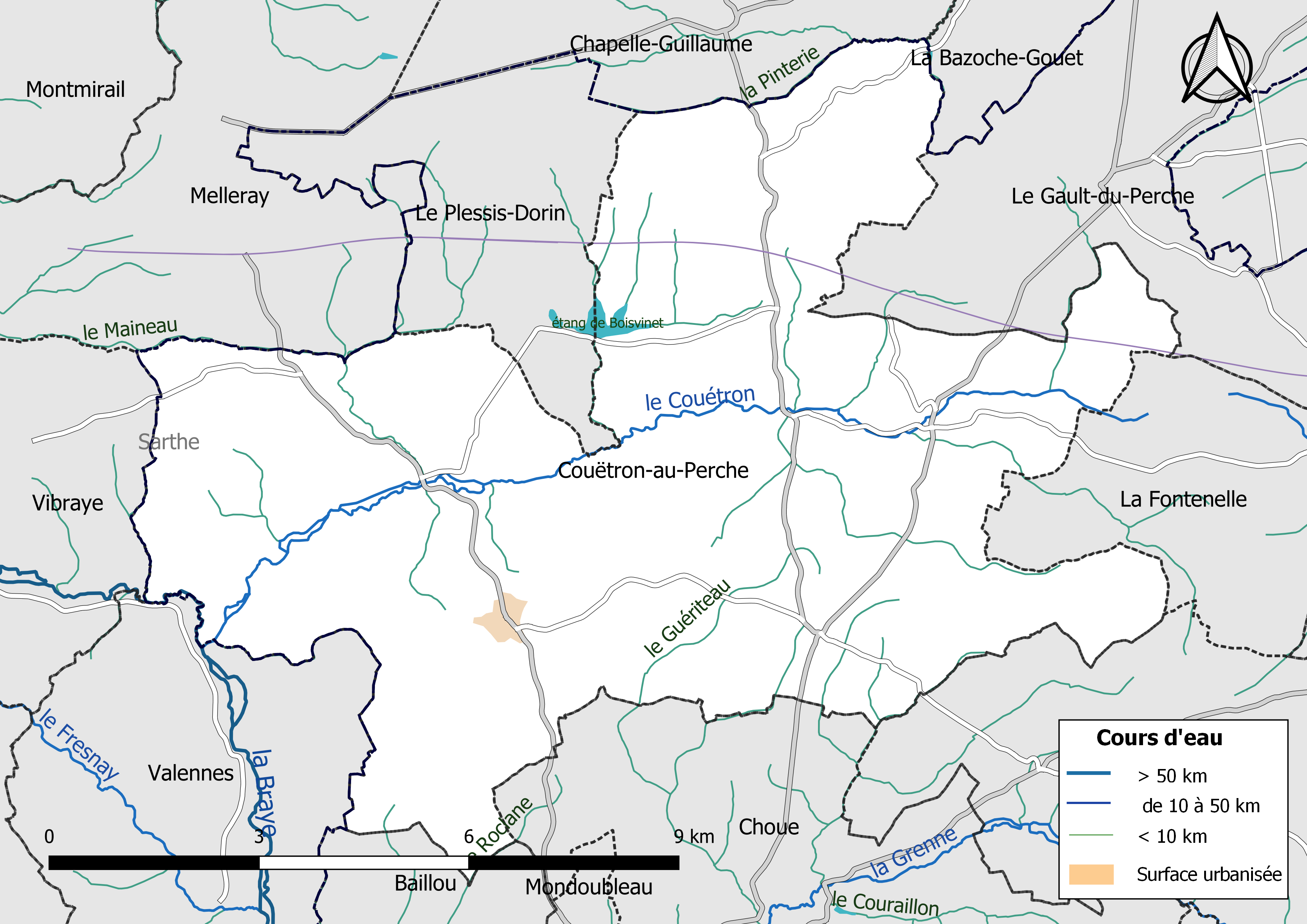
Réseau hydrographique de Couëtron-au-Perche.

La commune est drainée par la Braye, le Couétron, le Guériteau le Roclane et par divers petits cours d'eau, constituant sur l'ancienne commune de Souday un réseau hydrographique de 25,76 km de longueur totale.
La Braye, d'une longueur totale de 75,1 km, prend sa source dans la commune de Ceton et se jette dans le Loir à Vallée-de-Ronsard, après avoir traversé 24 communes.
Le Couétron[Qui ?] traverse la commune du nord-est vers le sud-ouest. D'une longueur totale de 16,9 km, il prend sa source dans la commune de La Fontenelle et se jette dans la Braye à Valennes, après avoir traversé 4 communes.
La Braye est un cours d'eau de deuxième catégorie, où le peuplement piscicole dominant est constitué de poissons blancs (cyprinidés) et de carnassiers (brochet, sandre et perche), tandis que le Couétron est un cours d'eau de première catégorie, où le peuplement piscicole dominant est constitué de salmonidés (truite, omble chevalier, ombre commun, huchon).

### Climat
Pour des articles plus généraux, voir Climat du Centre-Val de Loire et Climat de Loir-et-Cher.
En 2010, le climat de la commune est de type climat océanique dégradé des plaines du Centre et du Nord, selon une étude du CNRS s'appuyant sur une série de données couvrant la période 1971-2000. En 2020, Météo-France publie une typologie des climats de la France métropolitaine dans laquelle la commune est exposée à un climat océanique altéré et est dans la région climatique Moyenne vallée de la Loire, caractérisée par une bonne insolation (1 850 h/an) et un été peu pluvieux.
Pour la période 1971-2000, la température annuelle moyenne est de 10,5 °C, avec une amplitude thermique annuelle de 14,8 °C. Le cumul annuel moyen de précipitations est de 725 mm, avec 11,8 jours de précipitations en janvier et 7,3 jours en juillet. Pour la période 1991-2020, la température moyenne annuelle observée sur la station météorologique de Météo-France la plus proche, sur la commune de Choue à 6 km à vol d'oiseau, est de 11,9 °C et le cumul annuel moyen de précipitations est de 645,6 mm,. Pour l'avenir, les paramètres climatiques de la commune estimés pour 2050 selon différents scénarios d'émission de gaz à effet de serre sont consultables sur un site dédié publié par Météo-France en novembre 2022.

### Milieux naturels et biodiversité
L'inventaire des zones naturelles d'intérêt écologique, faunistique et floristique (ZNIEFF) a pour objectif de réaliser une couverture des zones les plus intéressantes sur le plan écologique, essentiellement dans la perspective d'améliorer la connaissance du patrimoine naturel national et de fournir aux différents décideurs un outil d'aide à la prise en compte de l'environnement dans l'aménagement du territoire. Le territoire communal de Couëtron-au-Perche comprend quatre ZNIEFF :
- la « Basse vallée de la Braye entre Le-Gué-de-Launay et Valennes » (159,33 ha)[27] ;
- le « Bois de Glatigny » (44,17 ha)[28] ;
- la « Mare de la Pechardière » (1,66 ha)[29] ;
- la « Vallée du Couëtron » (850,64 ha)[30].

Cartes des Znieff.
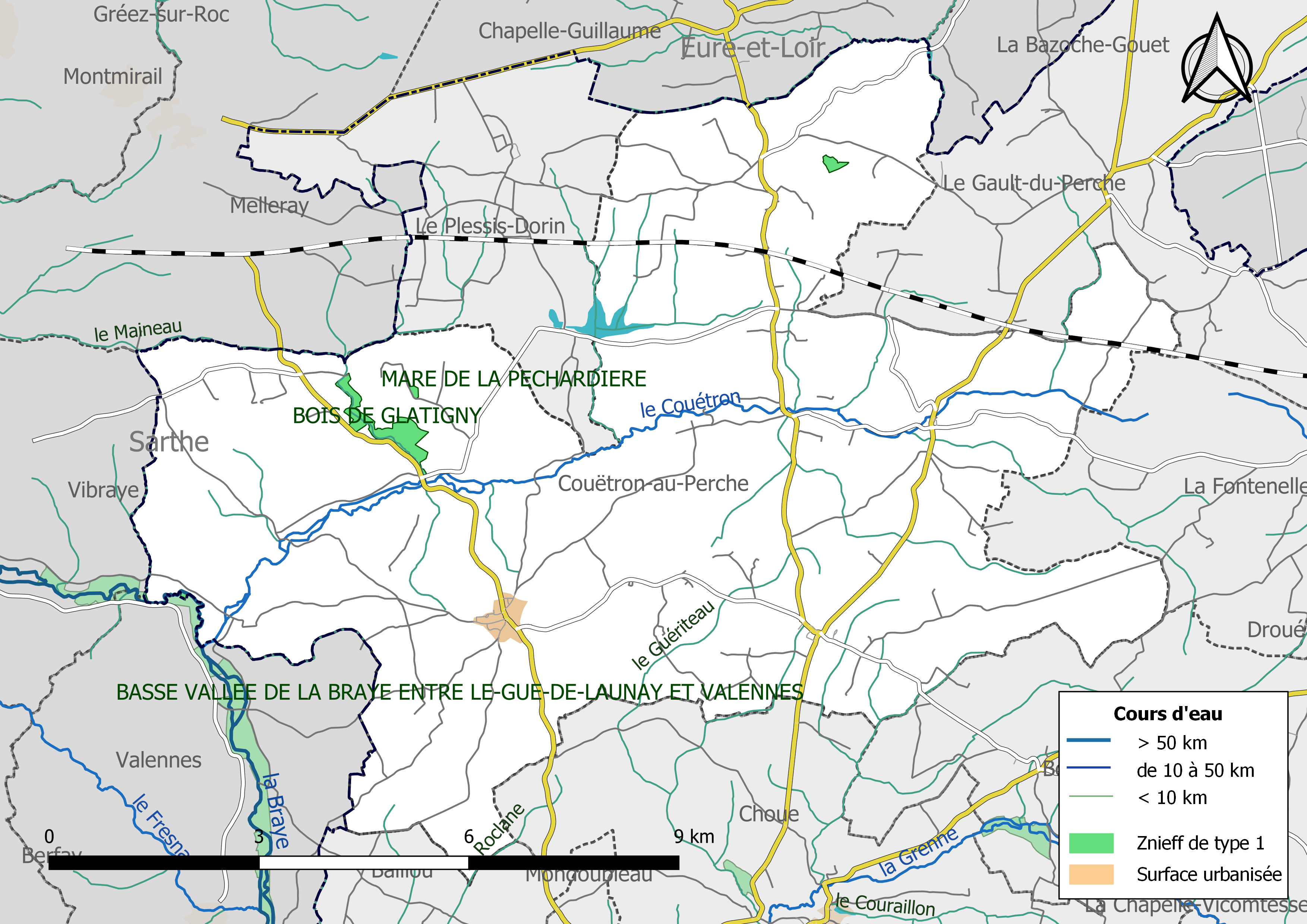
Carte des ZNIEFF de type 1 localisées sur la commune[Note 2].
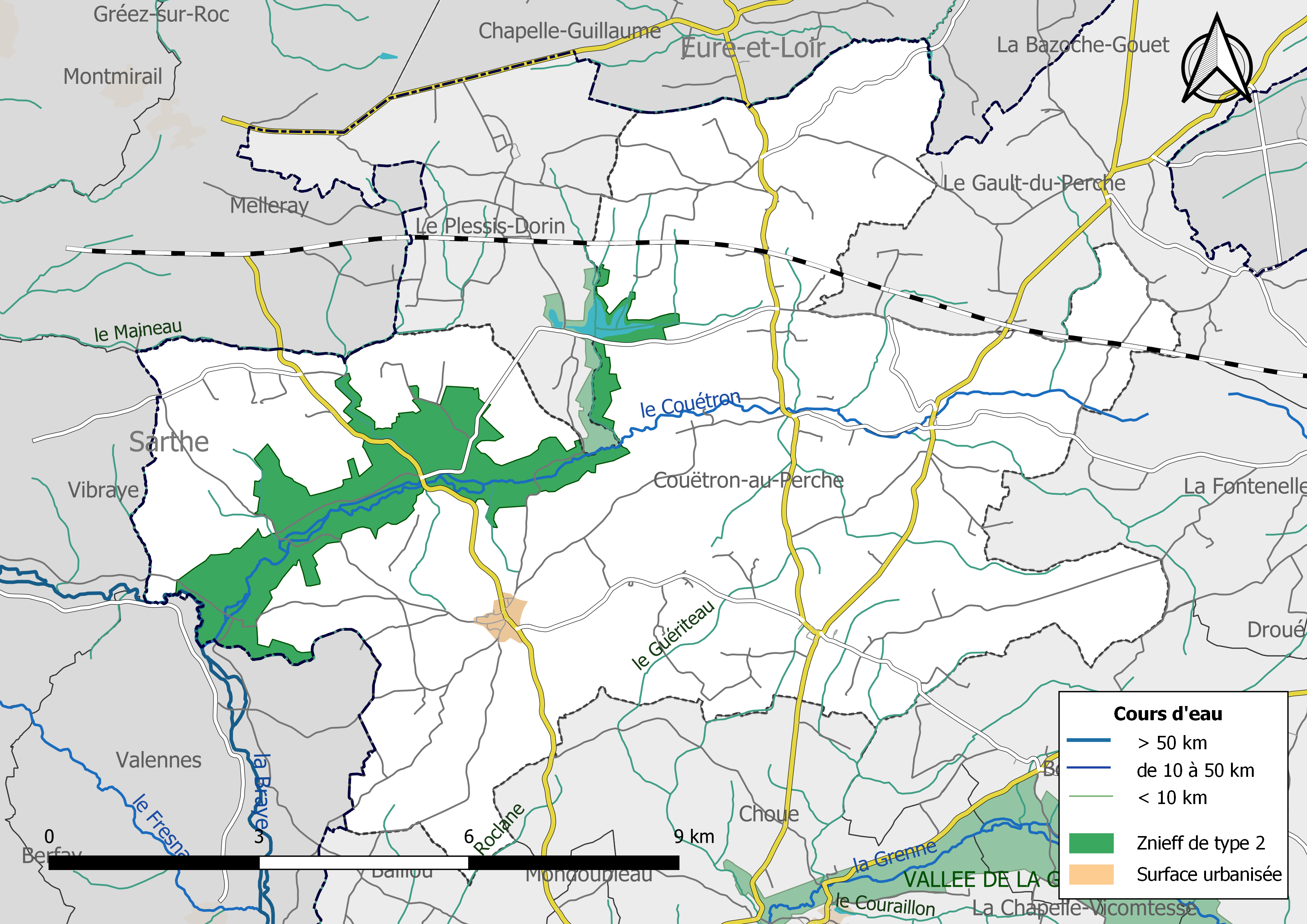
Carte des ZNIEFF de type 2 localisées sur la commune[Note 3].

## Urbanisme

### Typologie
Au 1er janvier 2024, Couëtron-au-Perche est catégorisée commune rurale à habitat très dispersé, selon la nouvelle grille communale de densité à sept niveaux définie par l'Insee en 2022.
Elle est située hors unité urbaine et hors attraction des villes,.

### Occupation des sols
L'occupation des sols est marquée par l'importance des espaces agricoles et naturels. La répartition détaillée ressortant de la base de données européenne d'occupation biophysique des sols Corine Land Cover millésimée 2012 pour l'ancienne commune de Souday est la suivante :
terres arables (64,7 %),
zones agricoles hétérogènes (7,3 %),

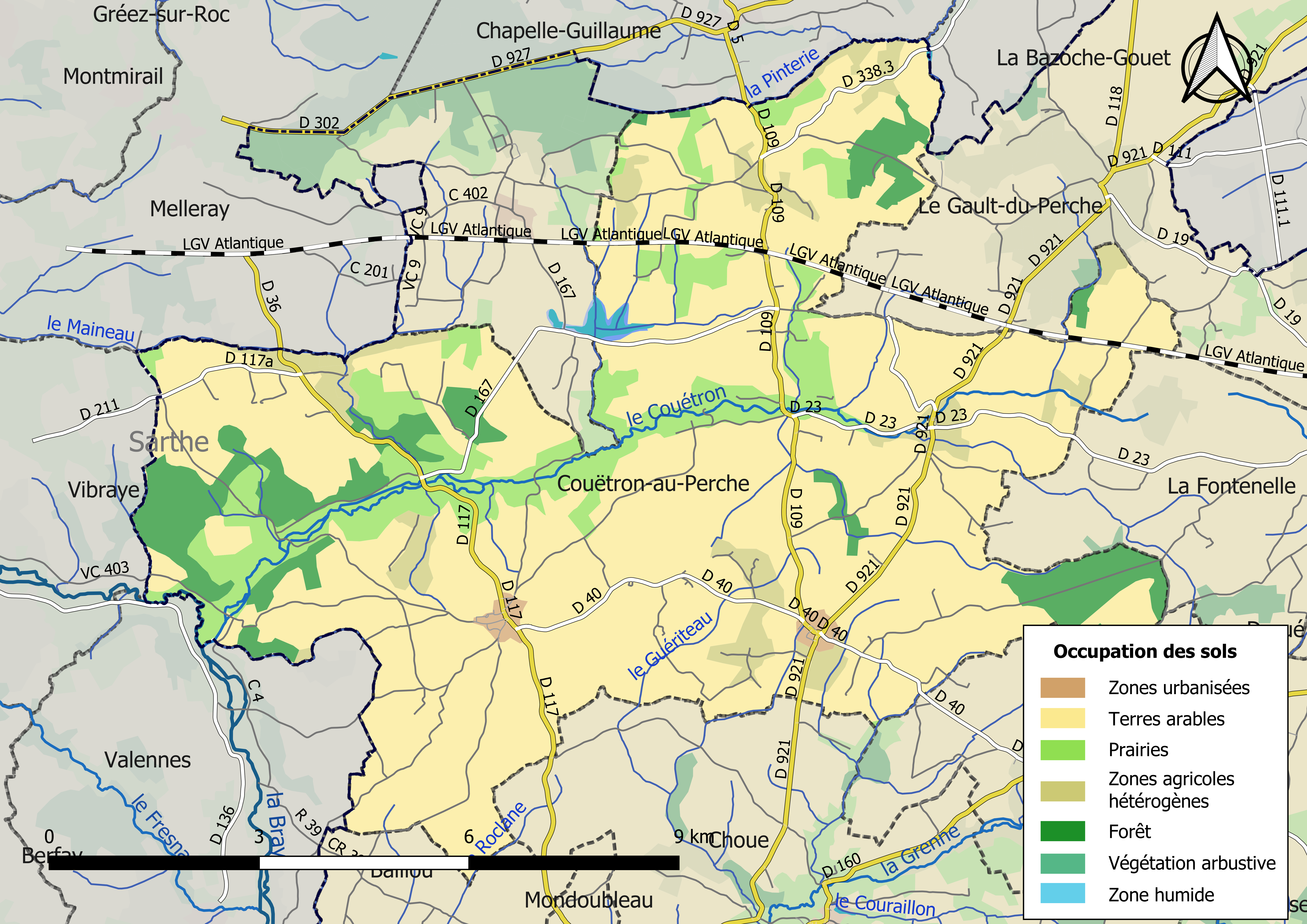
Carte des infrastructures et de l'occupation des sols de la commune en 2018 (CLC).

prairies (15,9 %),
forêts (11,3 %),
zones urbanisées (0,9 %).

### Planification
La loi SRU du 13 décembre 2000 a incité fortement les communes à se regrouper au sein d'un établissement public, pour déterminer les partis d'aménagement de l'espace au sein d'un SCoT, un document essentiel d'orientation stratégique des politiques publiques à une grande échelle. La commune est dans le territoire du SCOT des Territoires du Grand Vendômois, approuvé en 2006 et dont la révision a été prescrite en 2017, pour tenir compte de l'élargissement de périmètre,.
En matière de planification, la commune disposait en 2017 d'une carte communale approuvée, un plan local d'urbanisme était en élaboration.

### Habitat et logement
Le tableau ci-dessous présente la typologie des logements à Couëtron-au-Perche en 2016 en comparaison avec celle du Loir-et-Cher et de la France entière. Une caractéristique marquante du parc de logements est ainsi une proportion de résidences secondaires et logements occasionnels (26,2 %) supérieure à celle du département (18 %) et à celle de la France entière (9,6 %). Concernant le statut d'occupation de ces logements, 79,2 % des habitants de la commune sont propriétaires de leur logement (80,2 % en 2011), contre 68,1 % pour le Loir-et-Cher et 57,6 pour la France entière.
|                                                         | Couëtron-au-Perche | Loir-et-Cher | France entière |
| ------------------------------------------------------- | ------------------ | ------------ | -------------- |
| Résidences principales (en %)                           | 60,0               | 74,5         | 82,3           |
| Résidences secondaires et logements occasionnels (en %) | 26,2               | 18           | 9,6            |
| Logements vacants (en %)                                | 13,8               | 7,5          | 8,1            |

### Risques majeurs
Le territoire communal de Couëtron-au-Perche est vulnérable à différents aléas naturels : inondations (par débordement de la Braye ou par ruissellement), climatiques (hiver exceptionnel ou canicule), feux de forêts, mouvements de terrains ou sismique (sismicité très faible).
Il est également exposé à un risque technologique : le transport de matières dangereuses,.

#### Risques naturels

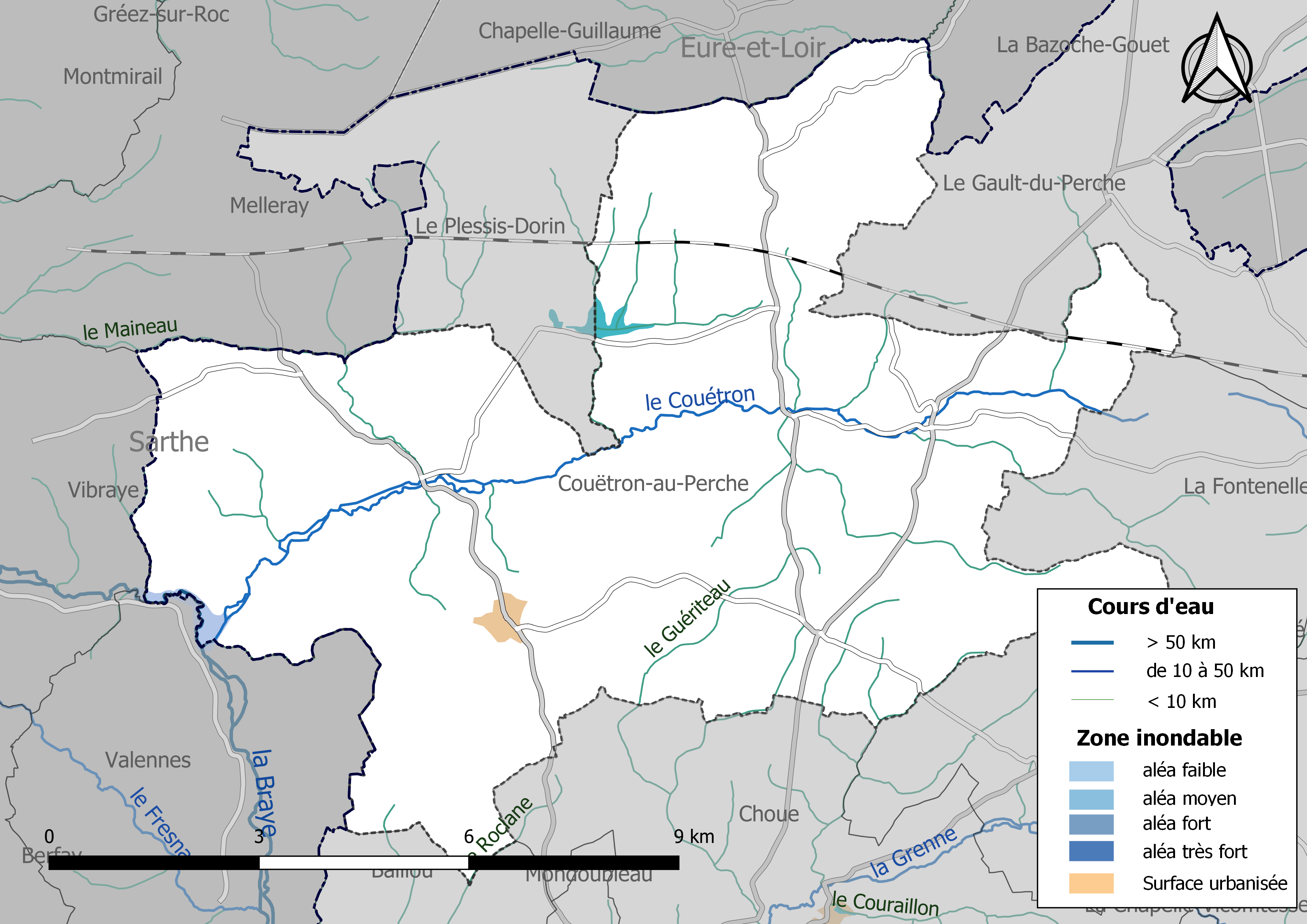
Zones inondables de la commune de Couëtron-au-Perche.

Les mouvements de terrains susceptibles de se produire sur la commune sont soit des mouvements liés au retrait-gonflement des argiles, soit des glissements de terrains. Le phénomène de retrait-gonflement des argiles est la conséquence d'un changement d'humidité des sols argileux. Les argiles sont capables de fixer l'eau disponible mais aussi de la perdre en se rétractant en cas de sécheresse. Ce phénomène peut provoquer des dégâts très importants sur les constructions (fissures, déformations des ouvertures) pouvant rendre inhabitables certains locaux. La carte de zonage de cet aléa peut être consultée sur le site de l'observatoire national des risques naturels Georisques.
L'inventaire des crues historiques en France établi par Maurice Campion en 1864 ne mentionne pas la Braye. L'atlas des zones inondables de la Braye élaboré en mai 2007 s'est donc appuyé sur les relevés hydrométriques existants depuis la mise en place d'échelles de crues. Le débit de la crue de référence varie ainsi entre 140 et 320 m3/s selon les sections.

#### Risques technologiques
Le risque de transport de marchandises dangereuses sur la commune est lié à sa traversée par une canalisation de transport de gaz. Un accident se produisant sur une telle infrastructure est en effet susceptible d'avoir des effets graves au bâti ou aux personnes jusqu'à 350 m, selon la nature du matériau transporté. Des dispositions d'urbanisme peuvent être préconisées en conséquence.

## Toponymie
La commune tire son nom du Couëtron, cours d’eau qui traverse les cinq communes historiques et de l’ancienne province du Perche. Il a été adopté par un vote des conseillers municipaux (18 pour sur 44) après avoir été examiné par la Commission nationale de toponymie.

## Histoire

### Avant 2019
Créée en 2019, Couëtron-au-Perche est la fusion des communes aujourd'hui déléguées de :
- Arville,
- Oigny,
- Saint-Agil,
- Saint-Avit,
- Souday.

## Politique et administration

### Conseil municipal
Jusqu'aux élections municipales de 2020, le conseil municipal de la commune est constitué de tous les conseillers municipaux issus des conseils des anciennes communes. Le maire de chacune d'entre elles devient maire délégué.
| Nom            | Code Insee | Code postal | Superficie (km2) | Population (dernière pop. légale) | Densité (hab./km2) | Modifier                                    |
| -------------- | ---------- | ----------- | ---------------- | --------------------------------- | ------------------ | ------------------------------------------- |
| Souday (siège) | 41248      |             | 36,42            | 510 (2015)                        | 14                 | modifier les données · modifier les données |
| Arville        | 41005      |             | 9,75             | 80 (2015)                         | 8,2                | modifier les données · modifier les données |
| Oigny          | 41165      |             | 9,86             | 91 (2015)                         | 9,2                | modifier les données · modifier les données |
| Saint-Agil     | 41197      |             | 15,61            | 270 (2015)                        | 17                 | modifier les données · modifier les données |
| Saint-Avit     | 41202      |             | 14,83            | 98 (2015)                         | 6,6                | modifier les données · modifier les données |

### Liste des maires
| Période      | Période  | Identité         | Étiquette | Qualité                              |
| ------------ | -------- | ---------------- | --------- | ------------------------------------ |
| janvier 2018 | En cours | Jacques Granger, |           | Agriculteur sur moyenne exploitation |

## Équipements et services

### Eau et assainissement
L'organisation de la distribution de l'eau potable, de la collecte et du traitement des eaux usées et pluviales relève des communes. La compétence eau et assainissement des communes est un service public industriel et commercial (SPIC).

#### Assainissement des eaux usées
En 2019, la commune de Couëtron-au-Perche gère le service d'assainissement collectif en régie directe, c'est-à-dire avec ses propres personnels, avec le statut de régie à autonomie financière.
Trois stations de traitement des eaux usées sont en service au 1er janvier 2019 sur le territoire communal :
- « Bourg », un équipement utilisant la technique des filtres plantés, dont la capacité est de 200 EH, mis en service le 16 juin 2011[52] ;
- « En Bordure Chemin De La Borde », un équipement utilisant la technique du lagunage naturel, avec prétraitement, dont la capacité est de 135 EH, mis en service le 1er octobre 1989[53] ;
- « Souday », un équipement utilisant la technique du lagunage naturel, avec prétraitement, dont la capacité est de 270 EH, mis en service le 1er juin 1987[54].

### Sécurité, justice et secours
La sécurité de la commune est assurée par la brigade de gendarmerie de Mondoubleau qui dépend du groupement de gendarmerie départementale de Loir-et-Cher installé à Blois.
En matière de justice, Couëtron-au-Perche relève du conseil de prud'hommes de Blois, de la Cour d'appel d'Orléans (juridiction de Blois), de la Cour d'assises de Loir-et-Cher, du tribunal administratif de Blois, du tribunal de commerce de Blois et du tribunal judiciaire de Blois.

## Population et société

### Démographie
L'évolution du nombre d'habitants est connue à travers les recensements de la population effectués dans la commune depuis sa création.

En 2022, la commune comptait 1 045 habitants, en évolution de −1,14 % par rapport à 2016 (Loir-et-Cher : −1,15 %, France hors Mayotte : +2,11 %).
| 2020  | 2022  |
| ----- | ----- |
| 1 031 | 1 045 |

## Économie

### Secteurs d'activité
Le tableau ci-dessous détaille le nombre d'entreprises implantées à Couëtron-au-Perche selon leur secteur d'activité et le nombre de leurs salariés :
|                                                              | total | % com (% dep) | 0 salarié | 1 à 9 salarié(s) | 10 à 19 salariés | 20 à 49 salariés | 50 salariés ou plus |
| ------------------------------------------------------------ | ----- | ------------- | --------- | ---------------- | ---------------- | ---------------- | ------------------- |
| Ensemble                                                     | 129   | 100,0 (100)   | 90        | 38               | 1                | 0                | 0                   |
| Agriculture, sylviculture et pêche                           | 57    | 44,2 (11,8)   | 44        | 13               | 0                | 0                | 0                   |
| Industrie                                                    | 11    | 8,5 (6,5)     | 9         | 2                | 0                | 0                | 0                   |
| Construction                                                 | 11    | 8,5 (10,3)    | 4         | 7                | 0                | 0                | 0                   |
| Commerce, transports, services divers                        | 42    | 32,6 (57,9)   | 31        | 10               | 1                | 0                | 0                   |
| dont commerce et réparation automobile                       | 6     | 4,7 (17,5)    | 4         | 2                | 0                | 0                | 0                   |
| Administration publique, enseignement, santé, action sociale | 8     | 6,2 (13,5)    | 2         | 6                | 0                | 0                | 0                   |
| Champ : ensemble des activités.                              |       |               |           |                  |                  |                  |                     |

Le secteur agricole est important puisqu'il représente 44,2 % du nombre d'entreprises de la commune (57 sur 129), contre 11,8 % au niveau départemental.
Sur les 129 entreprises implantées à Couëtron-au-Perche en 2016, 90 ne font appel à aucun salarié, 38 comptent 1 à 9 salariés et 1 emploie entre 10 et 19 personnes
Au 1er juillet 2017, la commune est classée en zone de revitalisation rurale (ZRR), un dispositif visant à aider le développement des territoires ruraux principalement à travers des mesures fiscales et sociales. Des mesures spécifiques en faveur du développement économique s'y appliquent également.
Il convient de se reporter aux articles consacrés aux anciennes communes fusionnées.

## Culture locale et patrimoine

### Lieux et monuments
Il convient de se reporter aux articles consacrés aux anciennes communes fusionnées.

#### Personnalités liées à la commune
- Karine Gloanec Maurin, ancienne députée européenne socialiste, élue régionale, première adjointe-au-maire de Couëtron-au-Perche et présidente de la communauté de communes.

Il convient également de se reporter aux articles consacrés aux anciennes communes fusionnées.